# Vincey
Vincey település Franciaországban, Vosges megyében. Lakosainak száma 2073 fő (2022. január 1.). Vincey Essegney, Bettegney-Saint-Brice, Charmes, Évaux-et-Ménil, Frizon, Langley, Nomexy, Portieux és Ubexy községekkel határos.

## Népesség
A település népessége az elmúlt években az alábbi módon változott:
| Lakosok száma | 2238 | 2209 | 2226 | 2181 | 2183 | 2190 | 2151 | 2112 | 2073 |
|               | 2013 | 2015 | 2016 | 2017 | 2018 | 2019 | 2020 | 2021 | 2022 |